# Гліная (Єдинецький район)
Гліная (рум. Hlinaia) — село в Єдинецькому районі Молдови. Утворює окрему комуну.

## Населення

### Національність
Розподіл населення за національністю за даними перепису 2014 року:
| Мова             | Відсоток |
| ---------------- | -------- |
| молдовани/румуни | 97,56%   |
| українці         | 1,46%    |
| росіяни          | 0,73%    |
| інші             | 0,25%    |